# Karl Cochran
Karl Cochran (Marietta, 7 settembre 1992) è un ex cestista statunitense.

## Palmarès

### Individuale
- Top scorer "La Mobilière" Swiss Basketball League: 1

2015-2016